# Морон Гарсия, Лоренсо
Лоре́нсо Хесу́с Моро́н Гарси́я (исп. Lorenzo Jesús Morón García; род. 30 декабря 1993, Марбелья, Андалусия), также известный как Лоре́н — испанский футболист, нападающий клуба «Арис» (Салоники).

## Клубная карьера
Родился в Марбелье, Андалусия, и играл в молодёжных командах клубов «Пенья Лос Компадрес», «Марбелья» и «Васкес Сентрал». В 2012 году он подписал контракт с клубом Терсеры «Унион Эстепона». 1 сентября он дебютировал во взрослом футболе, выйдя на поле в матче против «Эль Пало» (0:1).
30 сентября 2012 года Лорен забил свой первый гол за клуб, став автором третьего забитого мяча в матче против «Велеса» (4:1). В январе следующего года он вернулся в «Марбелью», игравшую в том же дивизионе. 8 июля 2014 года после повышения клуба в классе Лорен был отдан в аренду в клуб четвёртого дивизиона «Велес» на год.
29 января 2015 года он подписал контракт с клубом «Реал Бетис» и сразу же был отправлен в резервную команду в Сегунду Б. По итогам сезона 2015/2016 Лорен забил 13 мячей, но не сумел спасти команду от вылета. 20 июня 2016 года он продлил свой контракт до 2018 года. 14 мая 2017 года футболист отметился первым хет-триком в карьере в матче против «Атлетико Эспеленьо». Лорен стал лучшим бомбардиром своего клуба в Терсере, забив 15 мячей в 31 матче, и помог ему вернуться в Сегунду Б.
30 января 2018 года Лорен продлил контракт с клубом до 2021 года и был повышен до основной команды, играющей в чемпионате Испании. 3 февраля он дебютировал в её составе, выйдя на поле с первых минут и забив дубль в домашнем матче против «Вильярреала» (2:1).

## Личная жизнь
Отец Лорена, которого также зовут Лоренсо, тоже был футболистом. Он играл на позиции центрального защитника и в основном выступал за клубы «Саламанка» и «Рекреативо».